# Prochy (Złotów)
Pour les articles homonymes, voir Prochy.
Prochy (prononciation : [ˈprɔxɨ]) est un  village polonais de la gmina de Zakrzewo dans le powiat de Złotów de la voïvodie de Grande-Pologne dans le centre-ouest de la Pologne.
Il se situe à environ 4 kilomètres à l'ouest de Zakrzewo (siège de la gmina), 7 kilomètres au nord de Złotów (siège du powiat), et à 117 kilomètres au nord de Poznań (capitale de la Grande-Pologne).

## Histoire
De 1975 à 1998, le village faisait partie du territoire de la voïvodie de Piła.

Depuis 1999, Prochy est situé dans la voïvodie de Grande-Pologne.
Le village possède une population de 110 habitants.